# Фінанси та Кредит (банк)
АТ Банк «Фінанси та Кредит»  — колишній український комерційний банк з головним офісом у місті Києві, з грудня 2015 року по грудень 2019 року перебуває у стані ліквідації. Входив до складу промислово-фінансової групи Фінанси та Кредит. Зареєстровано 30 жовтня 1991 року і за величиною активів входив до групи найбільших банків відповідно до класифікації НБУ. Станом на 1 липня 2010 року система Банку «Фінанси та Кредит» включала 16 філій і 305 безбалансових відділень у всіх областях України.
17 вересня 2015 року Національний банк України відніс ПАТ «Банк „Фінанси та Кредит“» до категорії неплатоспроможних, а 18 грудня цього ж року ухвалив рішення про відкликання ліцензії та ліквідацію банку.

## Історія
Зареєстровано в 1991 року як Комерційний Банк «Український комерційний банк ділової співпраці», з 13 жовтня 1995 року перереєстровано як Комерційний Банк «Фінанси та Кредит». У грудні 2002 року згідно з Законом «Про банки і банківську діяльність» до Статуту Банку було внесено зміни: Банк зареєстровано як Банк «Фінанси та Кредит», ТОВ. У 2007 році Банк «Фінанси та Кредит» було реорганізовано з Товариства з обмеженою відповідальністю (ТОВ) у Відкрите акціонерне товариство (ВАТ). У 2009 році Банк було реорганізовано у Публічне акціонерне товариство (ПАТ).
З початку 2015 року банк почав накопичувати заборгованість перед вкладниками, запропоновані НБУ заходи стабілізації не врятували ситуацію, і 17 вересня банк був визнаний неплатоспроможним.

Центральний офіс Банку «Фінанси та Кредит»

## Власники та керівництво

### Керівництво
- Голова Спостережної ради: Жеваго Олег Валентинович
- Голова Правління Банку: Володимир Хливнюк

### Структура власності
Станом на 1 січня 2014 року структура власності була наступною:
| Власник Акцій                 | Власник звичайних акцій | Відсоток економічних прав |
| Жеваго Костянтин Валентинович |                         | 99.6 %                    |
| Керівництво банку             |                         | 0.3 %                     |
| Міноритарні власники акцій    |                         | 0.1 %                     |
| Загалом                       |                         | 100 %                     |

## AVERS
Міжнародна система грошових переказів «AVERS» була заснована в березні 2005 року як система миттєвих грошових переказів Банку «Фінанси та Кредит». Перед банкрутством банку мережа «AVERS» охоплювала 81 країну світу.[джерело?]

## Партнери Банку
Кредитні бюро:
- Перше всеукраїнське бюро кредитних історій

Страхові компанії:
- Альфа-Гарант
- Альфа-Страхування
- Гарантія
- Іллічівське
- Іллічівська (лайф)
- Кредо
- Омега
- Просто страхування
- Українська пожежно-страхова компанія
- Фортіс страхування життя Україна
- СК «ПЗУ Україна»

Оціночні компанії:
- Аналітичне бюро Інновацій і Консалтингу

## Членство у міжбанківських об'єднаннях, біржах, асоціаціях і міжнародних організаціях
- Українська міжбанківська валютна біржа (УМВБ)
- Українська Фондова Біржа (УФБ)
- Асоціація Українських Банків (АУБ)
- Перша Фондова Торговельна Система (ПФТС)
- ВАТ «Українська біржа»
- ПАТ "Фондова Біржа «Перспектива»
- Київський Банківський Союз (КБС)
- Фонд гарантування вкладів фізичних осіб (ФГВФО)
- VISA Incorporated (Принциповий член)
- MasterCard WorldWide (Принциповий член)
- Western Union (Прямий агент компанії)
- MoneyGram (Прямий агент системи)
- AneliK (Прямий агент системи)
- BLIZKO і Xpress Money (Агент системи)
- МБРР (Банк-агент з обслуговування кредитних ліній, гарантованих Кабінетом Міністрів України)
- Професійна асоціація реєстраторів та депозитаріїв (ПАРД)

## Критика
Згідно з відомостями Фонду гарантування вкладів фізичних осіб (ФГВФО) з посиланням на результати відповідної перевірки, в період з 2010 до 2015 року посадові особи банку у «співпраці» з власниками ряду суб'єктів підприємницької діяльності заволоділи коштами банку на 3,2 млрд грн шляхом видачі завідомо збиткових для банку кредитів і подальшого банкрутства позичальників.

## Стягнення заборгованості
Згідно повідомлення пресслужби Фонду гарантування вкладів фізичних осіб (ФГВФО), активи АТ Банку «Фінанси та Кредит» повторно виставлені на аукціон, проведення якого заплановано на 20 травня 2024 року. На аукціон виставлено права вимоги за 10 кредитними договорами, укладеними з суб’єктами господарювання. Загальна заборгованість за договорами сягає 2,2 млрд грн.